# مقبرة 19
مقبرة 19 وتعرف عالميا باسم KV19، وتقع في الوادي الشرقي بوادي الملوك بمصر، وهي المثوى الأخير للأمير منتوحرخبشف أكبر أبناء رمسيس التاسع ، وتشير الدراسات إلى أن المقبرة في الأساس أعدت للأمير ست حرخبشف والذي عرف فيما بعد بالفرعون رمسيس الثامن ثم استخدمت لدفن الأمير منتوحرخبشف بعد وفاته في عصر أخيه رمسيس العاشر في حين لم يستدل حتى الآن على المقبرة الشخصية لرمسيس الثامن.

## مطبوعات
- Reeves, N & Wilkinson, R.H. The Complete Valley of the Kings, 1996, Thames and Hudson, London.
- Siliotti, A. Guide to the Valley of the Kings and to the Theban Necropolises and Temples, 1996, A.A. Gaddis, Cairo.

## وصلات خارجية
- مشروع تخطيط طيبة: مقبرة 19 - يضم وصفا وصورا وخرائط للمقبرة.